# Nettoyage ethnique
Le nettoyage ethnique (du serbo-croate : etničko čišćenje ; ou épuration ethnique ou purification ethnique) est une tentative de création de zones géographiques à homogénéité ethnique par la violence, la déportation ou le déplacement forcé. L'expression désigne une politique visant à faire disparaître d'un territoire un groupe ethnique.
Se rattachent à ce processus ou y contribuent : l'émigration forcée, le transfert de populations ou la déportation, la stérilisation de masse, le viol des femmes et le génocide à l'encontre d'une communauté préalablement discriminée sur la base de divers critères (religieux, linguistiques, sociaux, idéologiques, stratégiques, etc.).
La notion n'est pas définie sur le plan juridique et n'a pas été reconnue comme un crime indépendant du droit international. L'expression a été utilisée aux Nations-Unies pour décrire des pratiques qui pourrait être assimilables à des crimes contre l'humanité ou de génocide.
L'expression est popularisée dans les années 1990 lors des guerres de Yougoslavie.

## Origine de l'expression
L’expression « purification ethnique » est la traduction littérale du serbo-croate etničko čišćenje apparu en 1860 sous la plume de l'écrivain serbe Vuk Karadžić (1787-1864) dans sa monographie historique fondamentale sur le « Conseil de gouvernement serbe », formé en 1805 par Karageorges (Karađorđe) lors du soulèvement serbe contre les Turcs. C'est ainsi qu'il utilise le verbe ocistiti (nettoyer), pour désigner la séparation des ethnies et l'action de chasser d'un territoire celle jugée indésirable : « Après que, en 1807, les Serbes eurent pris et nettoyé Belgrade des Turcs, le Conseil se transféra de Smederevo à Belgrade » (les « Turcs » désignant dans ce contexte tous les musulmans, assimilés en bloc aux anciens maîtres Ottomans). Le même terme a ensuite été repris par plusieurs hommes politiques serbes tout au long du XIXe et du XXe siècle :
- le ministre de l’Intérieur de la principauté de Serbie, Ilija Garašanin, en 1844 dans son Načertanije (Plan), où il détaille son plan visant à la création de la « Grande Serbie » grâce notamment aux déplacements forcés de populations ;
- puis le 7 mars 1937 dans le mémoire intitulé « Iseljavanje Arnauta »[6] de Vaso Cubrilovic (1837-1990), homme politique serbe qui fut l'un des conjurés de l'attentat de Sarajevo avant de devenir ministre ;
- il a ensuite été employé le 30 juin 1941 dans « Homogena Srbija » (La Serbie homogène) de l'avocat serbe Stevan Moljević (1887-1967), qui fut vice-président puis président du comité exécutif du Comité central national des tchetniks, organisation paramilitaire dirigée par Draza Mihailovic ;
- enfin le colonel, puis général, Draza Mihailovic (1893-1946), à la tête des tchetniks, utilisa le terme de nettoyage ethnique dans ses instructions, comme en témoignent les instructions no 370, estampillées « Très confidentiel », de l’état-major de montagne du Commandement des Détachement tchetniks de l’Armée yougoslave en date du 20 décembre 1941 :

« Les objectifs de nos unités sont :
(…) 2. La création de la grande Yougoslavie et, en son sein, de la grande Serbie ethniquement pure dans les frontières de la Serbie, du Monténégro, de la Bosnie, de l'Herzégovine, du Srem, du Banat et de la Batchka ;
(…) 4. La purification du territoire de l'État de toutes les minorités nationales et des éléments anationaux ;
5. Réaliser les frontières immédiates, communes entre la Serbie et le Monténégro, et entre la Serbie et la Slovénie, en nettoyant le Sandjak de la population musulmane, et la Bosnie de la population musulmane et croate ;
(…) 8. Dans les contrées nettoyées des minorités nationales et des éléments anationaux, effectuer la colonisation des Monténégrins (…) L'emploi des détachements tchetniks au Monténégro ; le moment venu!
1. Agir, avec une partie de vos forces, à partir de la vallée du Lim en direction de Bijelo Polje-Sjenica, avec la tâche de nettoyer Pester de la population musulmane et albanaise. (…)
2. Une partie de nos forces doit agir en direction de la Metohija, par Cakor, avec la tâche de nettoyer, dans cette direction, le territoire des Albanais (…). »

On retrouve également le terme de nettoyage ethnique dans les rapports du major serbe Pavle Djurisic au général Draza Mihailovic, chef d'État-major des tchetniks. Ainsi écrit-il en février 1943 :

« L'action contre les musulmans dans les districts de Pljevlja, de Cajnice et de Foca est achevée. Les opérations ont été exécutées exactement suivant les ordres reçus. L'attaque a commencé au moment prévu. (…) La résistance de l'ennemi a été faible du début à la fin. (…) Dans la nuit du 7 de ce mois, nos détachements ont atteint les rives de la Drina, et, de manière générale, les combats ont été terminés ce jour-là; c'est alors qu'à commencé le nettoyage (…) du territoire libéré. Tous les villages musulmans ont été complètement brûlés, au point qu'aucun de leurs foyers n'est resté entier. (…) Durant l'opération, il a été procédé à l'anéantissement complet de la population musulmane sans considération de sexe et d'âge. Victimes: nos victimes se montent à 22 morts, dont 2 par accident, et à 32 blessés. Chez les musulmans, environ 1200 combattants et jusqu'à 8000 autres victimes: femmes, vieillards et enfants. »

— Rapport très confidentiel du 13 février 1943 du major Pav. P. Djurisic, commandant et chef d'état-major des Détachements tchetniks de Lim et de Sandjak, adressé au chef d'état-major du commandement suprême, Draza Mihailovic.
Le terme a franchi les frontières des Balkans dans les années 1990 lors des guerres de Yougoslavie. Cependant, pour les guerres des années 1990 le terme de purification religieuse serait plus adapté. En effet, la seule différence entre un Serbe, un Croate et un Bosniaque est leur religion (respectivement chrétien orthodoxe, chrétien catholique et musulman sunnite). Ils parlent tous les trois la même langue : le serbo-croate ou BCMS. Le terme de purification ethnique était utilisé par les Serbes au XIXe siècle pour les guerres contre les Turcs, dans le but d'unir les slaves du sud dans un État, la Yougoslavie.
Ainsi, dans un article intitulé La genèse du nettoyage ethnique, la sinistre doctrine déjà prônée pendant la Seconde Guerre mondiale, a été adaptée par l'actuel président de la nouvelle Yougoslavie, M. Cosic. Florence Hartmann, correspondante du Monde à Belgrade écrit ceci :

« En fait, ce que les Serbes, principaux accusés dans cette condamnation, appellent "etnicko ciscenje" se traduit littéralement par "nettoyage ethnique". Évitant de prôner cette notion et d'en faire une doctrine officielle, ils ne l'utilisent en public que pour accuser la partie adverse. »

— "La genèse du "nettoyage ethnique", de Florence Hartmann, Le Monde, 30 août 1992
La genèse en question remonte, de fait, beaucoup plus loin dans l'histoire. Elle est devenue une véritable idéologie, mise en œuvre aussi bien pendant la Seconde Guerre mondiale (au cours de laquelle les historiens ont parlé de « la guerre dans la guerre » pour qualifier ce qui se passait dans les Balkans) que pendant la dernière guerre[Laquelle ?]. Celle-ci se passant dans un contexte différent, la partie ayant déclenché la guerre a retourné l'argument contre les agressés, ce qui a induit une grande confusion et une difficulté de compréhension qui demeure encore à l'heure actuelle, engendrant un véritable traumatisme chez les populations agressées.
Le philosophe John Docker, dans un article où il fait dialoguer l’ouvrage d’Ilan Pappé Le Nettoyage ethnique de la Palestine avec les travaux publiés et non-publiés de Raphael Lemkin sur le génocide, rejette l’usage du terme nettoyage ethnique, qu’il considère comme un euphémisme de génocide favorable aux génocidaires.

## Termes semblables
Une expression similaire fut utilisée par l'administration nazie d'Adolf Hitler pour qualifier la déportation puis le génocide des populations juives dans les camps de concentration : judenrein (littéralement purifié de juifs). Une autre expression utilisée fut également Judenfrei (littéralement libéré des Juifs), qualificatif employé en août 1941 par Harald Turner, haut commissaire allemand, au sujet de la Serbie et de Belgrade, premier pays et première capitale de l'Europe Judenfrei. Turner en attribue le « mérite » au zèle de l'administration serbe sous la collaboration du général Nedić.
Une variante au nettoyage ethnique est l'« échange de population », par exemple en 1923 entre la Grèce, la Turquie et la Bulgarie (Traité de Lausanne), avec l'approbation des grandes puissances de l'époque et de la Société des Nations.

## Histoire

### Antiquité
Les déplacements forcés de population ont été beaucoup pratiqués dans l'Antiquité. On en trouve des relations dans l'Ancien Testament. Les grands Empires, assyrien, babylonien, romain, pratiquèrent la déportation des peuples conquis.

### Moyen Âge
En Europe, les Juifs furent expulsés d'Angleterre (1290), de France (1306, 1322 et 1394), de Hongrie (1349–1360), d'Occitanie (1394 et 1490), d'Autriche (1421), d'Espagne après la Reconquête (1492), du Portugal (1497), de Russie en 1724, et de régions d'Allemagne à différentes périodes. L'Espagne expulsa sa communauté musulmane en 1502, puis les morisques qui étaient des musulmans convertis au catholicisme à partir de 1609. La France expulsa des protestants, on peut parler ici d'un nettoyage religieux.

### Époque moderne
La colonisation eut son lot de nettoyages ethniques en Amérique (Indiens d'Amérique, Acadiens), Australie, Afrique du Sud (voir le « grand dérangement » des Acadiens en 1755).

### Époque contemporaine

#### XXesiècle
L'élimination des Bulgares de Thrace pendant et après la deuxième guerre balkanique en 1913.
L'Empire allemand durant la Première Guerre mondiale annexe du territoire à l'est, et le « nettoie » de 2 à 3 millions de Polonais et Juifs.
Le génocide arménien a eu lieu d'avril 1915 à juillet 1916. Les deux tiers des Arméniens qui vivaient sur le territoire actuel de la Turquie ont été exterminés au cours de déportations et de massacres de grande ampleur.
Le régime bolchevique déporte 300 000 à 500 000 Cosaques du Don durant la guerre civile russe de 1919 à 1920.
Les années 1920 ont vu l'expulsion des Grecs d'Asie Mineure et, de façon symétrique, des Turcs ou musulmans des îles grecques.
Durant les conflits entre les Arméniens et les Azéris (1905-1907, 1918-1920), des milliers d'Arméniens et d'Azéris sont réinstallés de force.
La période allant de 1937 à 1948 a vu un paroxysme d'utilisation du nettoyage ethnique, à l'initiative des dictatures soviétique de Staline et nazie de Hitler, puis comme conséquence des ravages de la Seconde Guerre mondiale.
De 1935 à 1938, Staline a déporté les Polonais de Volhynie orientale. Ce fut la première déportation ethnique dans l’histoire de l’URSS, dans la continuité de telles actions déjà réalisées à plusieurs reprises à l'époque des tsars. D'autres peuples suivront, des Allemands de la Volga aux Tchétchènes en passant par les Tatars de Crimée et les Meskhètes, qui furent déportés vers le Kazakhstan et ne furent autorisés à revenir dans leurs régions d'origine qu'après la mort de Staline.
De 1939 à 1944, la Shoah est l’extermination systématique par l'Allemagne nazie d'entre cinq et six millions de Juifs, soit les deux tiers des Juifs d'Europe et environ 40 % des Juifs du monde, pendant la Seconde Guerre mondiale.
À partir de juillet 1941, les nazis planifièrent la mise à disposition systématique du Lebensraum, colonisation germanique essentiellement au détriment des peuples slaves, dans le cadre d'un plan nommé « Schéma directeur pour l'Est ».
En 1943, l'armée insurrectionnelle ukrainienne de Stepan Bandera a massacré entre 40 000 à 60 000 Polonais dont beaucoup de femmes et d'enfants en copiant les méthodes des nazis sur la purification ethnique dans le but de chasser les populations d'origine polonaise hors d'Ukraine.
En 1945, les Soviétiques décidèrent de transporter massivement les populations de langue et de culture allemandes vivant en Europe centrale et orientale à l'intérieur des frontières de l'Allemagne post-hitlérienne, réduite aux quatre zones d'occupation, arguant que l'existence de ces minorités avait servi de prétexte à l'Allemagne nazie pour justifier sa politique d'expansion.
L’extension vers l’Ouest de l’URSS se traduisit aussi par l’expulsion vers la Sibérie et le Kazakhstan de nombreuses populations estoniennes, letonnes, lituaniennes des Pays baltes, polonaises de Biélorussie et d’Ukraine, roumaines de Bessarabie et de Bucovine et grecques de la mer Noire, soit en tout 2 800 000 personnes ; trois autres millions de Polonais furent déplacés des régions orientales de la Pologne annexées par l'URSS, vers les régions occidentales annexées par la Pologne sur l'Allemagne,.
En décembre 1963, les forces grecques composées de la police et de milices isolèrent les villages et les quartiers turcs puis procédèrent à une "chasse aux turcs" qui fit 334 morts parmi les chypriotes turcs. À la suite de ce nettoyage ethnique, la minorité chypriote turque de l'île abandonna des dizaines de villages et se regroupa dans 45 enclaves.
En juillet 1974, à la suite du coup d'Étatde la part de la Dictature des Colonels grecs commis envers la république de Chypre qui aboutit à la fuite du président Makarios ; la Turquie qui était garante de l'indépendance de Chypre par le traité de 1960 intervint militairement dans la partie nord de la république de Chypre. Depuis cette date, le gouvernement de facto de la république turque de Chypre Nord (non reconnue internationalement, sauf par la Turquie) pratiquerait une politique systématique de reconversion ou de destruction des traces des civilisations hellénistiques et des églises orthodoxes.

#### XXIesiècle
Le 2 septembre 2014 Amnesty International publie un rapport accusant l'organisation terroriste État islamique qui a pris le contrôle de larges territoires en Irak et en Syrie de mener « une campagne systématique de nettoyage ethnique » dans le nord de l'Irak et également de se livrer à des exécutions de masse. S'appuyant sur des témoignages « horribles » de survivants, Amnesty accuse les djihadistes de « crimes de guerre, notamment des exécutions sommaires de masse et des enlèvements visant systématiquement les minorités du Nord irakien, notamment les chrétiens, les Turcomans chiites et les Yézidis ». Dans ce rapport intitulé « Nettoyage ethnique dans des proportions historiques », Amnesty affirme avoir « des preuves que plusieurs tueries de masse, et des centaines, peut-être des milliers d'enlèvements, ont eu lieu en août dans la région de Sinjar ».

## Exodes, génocides, massacres et nettoyages ethniques
L'époque moderne est marquée par nombre de nettoyages ethniques tels que le génocide des Tutsi au Rwanda, les guerres de Yougoslavie, la guerre civile au Darfour, les massacres au Congo, la guerre du Haut-Karabagh, le génocide à Gaza, les persécutions envers les Tamouls au Sri Lanka…

### Exode palestinien de 1948
Les événements liés à l'exode palestinien de 1948 sont le sujet de controverses. Au début des années 2000, la notion est présente dans le monde académique sans consensus sur la question,. Dans son ouvrage Sacred Landscape (2000), Meron Benvenisti écrivait par exemple que les expulsions de 1948 étaient « dangereusement proches de correspondre à la définition du nettoyage ethnique ».
En 2006, Ilan Pappé, historien israélien, décrit les événements comme un « nettoyage ethnique » dans son ouvrage Le Nettoyage ethnique de la Palestine,. En 2008, l’historienne Rosemary M. Esber a publié Under the Cover of War : The Zionist Expulsion of the Palestinians (en anglais : Sous le couvert de la guerre : L’expulsion sioniste des Palestiniens) dans lequel elle expose une thèse identique à celle d’Ilan Pappé, en s’appuyant cette fois sur des archives britanniques, à savoir que l’expulsion des Palestiniens était planifiée par les chefs du Yishouv.
Les historiens néo-sionistes, s’appuyant sur les mêmes archives, décrivent les mêmes faits, en les justifiant : « La politique mise en œuvre à l’encontre des villages arabes qui étaient occupés reposait sur leur complète destruction, et sur l’expulsion des villageois qui restaient. Ces actions étaient menés en vertu de l’application la plus stricte du plan Dalet. ».
Avant ce consensus, de vives polémiques ont eu lieu, Yoav Gelber par exemple taxant cet usage de « propagande », et demande l’expulsion d’Ilan Pappé de l’université d'Haïfa et publie une réponse intitulée : History and Invention. Was Plan D a Blueprint for "Ethnic Cleansing" ?.

### Exode des Juifs des pays arabes et musulmans
Bien que la migration des Juifs des communautés d'Afrique du Nord et du Moyen-Orient ait commencé à la fin du XIXe siècle elle ne menace la pérennité des communautés qu'à partir des années 1930 et principalement au début de la guerre israélo-arabe de 1948. Dans les quelques années qui suivent, entre 500 000 et 600 000 Juifs émigrent sous la contrainte, sont poussés à la fuite ou sont expulsés des pays arabes.
Les événements ont été parfois décrit par divers historiens comme des nettoyages ethniques. En 2003, Carole Basri, décrit les expulsions d'Irak comme un « nettoyage ethnique ». Georges Bensoussan utilise le terme sans insistance particulière dans son livre Jews in Arab Countries: The Great Uprooting.

## Droit international
Aucun traité international ne spécifie un crime spécifique de nettoyage ethnique. Toutefois, le nettoyage ethnique au sens large — l'expulsion forcée d'une population — est défini comme un crime contre l'humanité dans les statuts de la Cour pénale internationale (CPI) et du Tribunal pénal international pour l'ex-Yougoslavie (TPIY). Les violations flagrantes des droits de l'homme inhérentes à des définitions plus strictes du nettoyage ethnique sont traitées comme des crimes séparés relevant du droit international public des crimes contre l'humanité et dans certaines circonstances du génocide.
Il existe cependant des situations, telles que l'expulsion des Allemands après la Seconde Guerre mondiale, où le nettoyage ethnique a eu lieu sans recours légal. Timothy V. Waters affirme donc qu'un nettoyage ethnique similaire pourrait rester impuni à l'avenir.